# Mitja Jernejec
Mitja (Dimitrij) Jernejec, slovenski arhitekt, * 8. april 1924, Ljubljana, † 22. januar 1997, Ljubljana.
Leta 1954 je diplomiral na oddelku za arhitekturo Tehniške fakultete v Ljubljani, kjer je bil nato nekaj let asistent za javne zgradbe in urbanizem. Leta 1960 se je zaposlil na Urbanističnem inštitutu SRS, od 1971 pa je bil zaposlen Na Ljubljanskem urbanističnem zavodu oziroma Zavodu za razvoj Ljubljane. Strokovno se je izpopolnjeval na Švedskem. Med njegovimi urbanističnimi zasnovami je tudi načrt za bivalno naselje BS3 v Ljubljani. Objavil je več študij in člankov  o urbanistični problematiki na Slovenskem.

## Izbrana bibliografija
- Prometna zasnova mestnega središča Ljubljane (COBISS)
- Družbeni centri (COBISS)
- Gostota v stanovanjskih naseljih in mestih (COBISS)